# شومن ۱۱۸۵۲
سیارک ۱۱۸۵۲ (به انگلیسی: 11852 Shoumen، نامگذاری:1988RD) یازده هزار و هشتصد و پنجاه و دومین سیارک کشف شده‌است که در ۱۰ سپتامبر ۱۹۸۸ کشف شد.